# Chanoines réguliers de Windesheim
La Congrégation de Windesheim, 

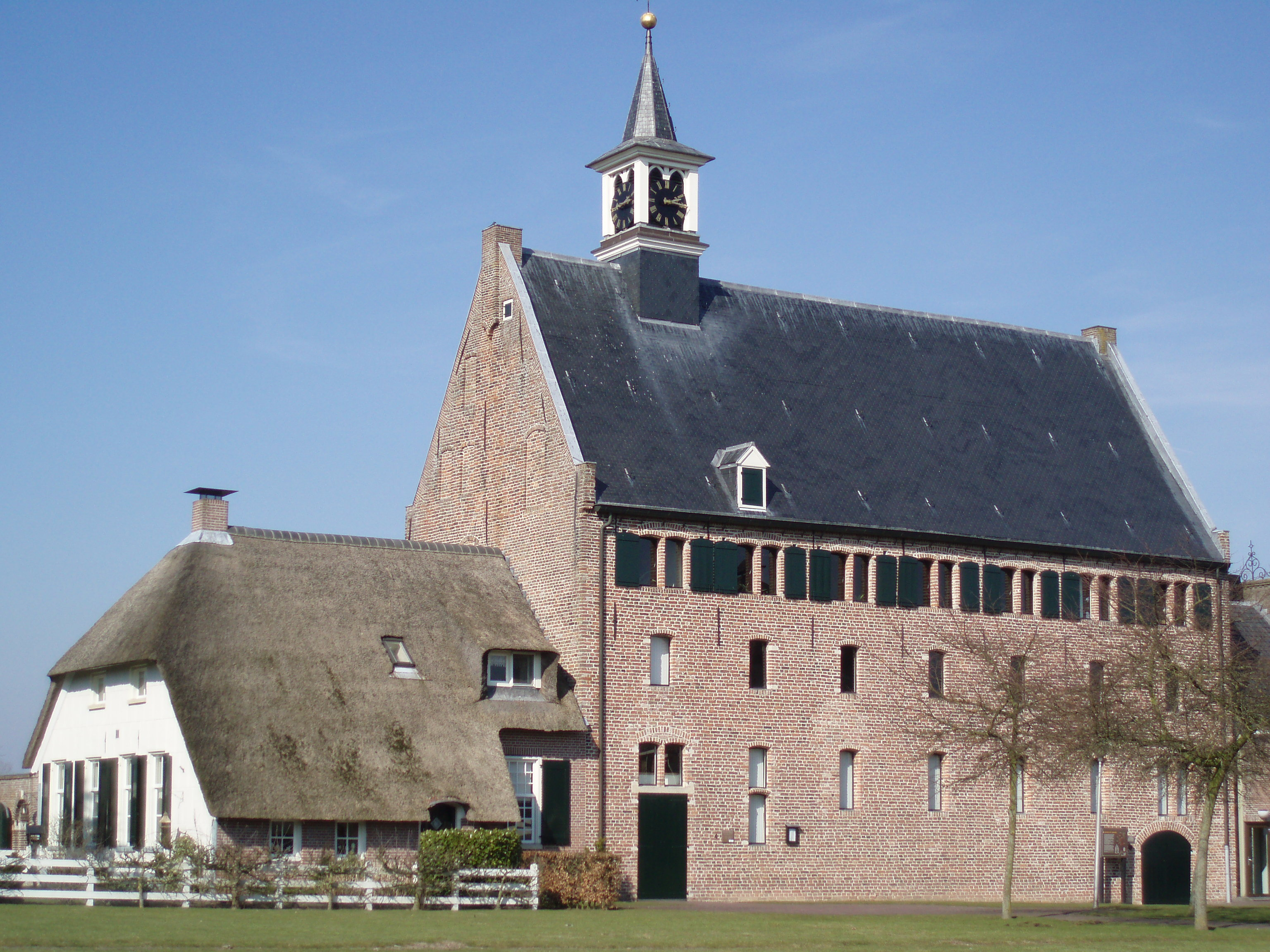
L'ancienne brasserie est maintenant une église.

chanoines réguliers de saint Augustin de Windesheim (village près de Zwolle, Pays-Bas) a été fondée en 1386 par des disciples de Gérard Groote (1340-1384), diacre du diocèse d'Utrecht. Elle est située entre Zwolle et Deventer. Le prieur du couvent de Windesheim est le ministre général ou chef de la congrégation. Cette congrégation appartient au même mouvement spirituel que les Frères de la Vie commune, mais elle s'en distingue comme institution par un statut canonique différent. Ces fondations poursuivaient un but analogue : défendre le meilleur de l'acquis des ordres monastiques anciens en déclin, préserver l'application des constitutions de l'usure et du goût de la facilité, accorder une place prééminente à l'ascèse, à la prière, à la méditation et à la pénitence.

## Histoire
Cette importante congrégation fut fondée en 1386, après la mort de Gérard Groote, par quelques-uns des disciples. 
En 1412, la congrégation de Groenendael fusionna avec celle de Windesheim.
En 1438, les chanoinesses du prieuré augustinien de Ter Cluysen s'affilièrent à la congrégation de Windesheim
En 1511, l'ordre monastique était à son apogée. À cette époque, il y avait une centaine de monastères en Europe qui étaient devenus membres de la congrégation de Windesheim.

Armes de Zwolle.

Les chanoines disparaissent à la suite de la Révolution française et de l'occupation française au début du XIXe siècle. La congrégation est reconstituée sous le pontificat de Pie XII, selon un vœu du pape, par l'abbé Carl Egger, latiniste officiel du Saint-Siège. Ses constitutions reçoivent l'approbation pontificale en 1961, sous le pontificat de Jean XXIII. Le premier prieuré est ouvert à Tor Lupara dans la périphérie de Rome le 25 mars 1963, jour de l'Annonciation, par l'abbé Egger.
La maison généralice se trouve en Allemagne, au prieuré Saint-Michel de Paring, situé dans la commune de Langquaid, près de Ratisbonne.
La communauté compte une vingtaine de membres répartis dans trois maisons.